# Kanton Oyonnax-Sud
Der Kanton Oyonnax-Sud war von 1982 bis 2015 ein französischer Wahlkreis im Département Ain in der Region Rhône-Alpes. Er umfasste einen Teil der Stadt Oyonnax und vier weitere Gemeinden.

## Gemeinden
| Gemeinde    | Einwohner Jahr | Fläche km² | Bevölkerungsdichte | Code INSEE | Postleitzahl |
| ----------- | -------------- | ---------- | ------------------ | ---------- | ------------ |
| Bellignat   | 3.646 (2013)   | 7,8        | 467 Einw./km²      | 01031      | 01100        |
| Géovreisset | 928 (2013)     | 3,3        | 281 Einw./km²      | 01171      | 01100        |
| Groissiat   | 1.176 (2013)   | 6,3        | 187 Einw./km²      | 01181      | 01100        |
| Martignat   | 1.584 (2013)   | 13,3       | 119 Einw./km²      | 01237      | 01100        |
| Oyonnax     | 22.258 (2013)  | 36,2       | 615 Einw./km²      | 01283      | 01100        |

(Von Oyonnax gehört nur ein Teilbereich zum Kanton)

## Einwohner
| Bevölkerungsentwicklung | Bevölkerungsentwicklung |
| Jahr                    | Einwohner               |
| ----------------------- | ----------------------- |
| 1990                    | 17.801                  |
| 1999                    | 18.831                  |
| 2006                    | 19.130                  |
| 2011                    | 18.780                  |

## Politik
| Vertreter im conseil général des Départements | Vertreter im conseil général des Départements | Vertreter im conseil général des Départements |
| Amtszeit                                      | Name                                          | Partei                                        |
| --------------------------------------------- | --------------------------------------------- | --------------------------------------------- |
| 2001–2008                                     | Michel Perraud                                | DVD                                           |
| 2008–2015                                     | Michel Perraud                                | UMP                                           |